# Підгайчики (Самбірський район)
Підга́йчики — село в Україні, у Самбірському районі Львівської області. Населення становить 2027 осіб. Орган місцевого самоврядування — Рудківська міська рада. З 29 жовтня 2017 року входить до складу Рудківської міської громади.

## Географія
Село розташоване на заході України, на Галичині. 
На південь від села розташована дорога до Колбаєвич і самі Колбаєвичі. На північ від села є поля та посадки. На схід від села знаходяться села "Романівка" та "Новий Острів".
Біля села протікає річка Вишня та одна з її безіменних приток, на якій споруджено великий став на південний схід від села.

## Відомі люди
- о. Петро Голинський (1892—1974) — церковний і педагогічний діяч у Перемишлі, священник УГКЦ, прелат, ініціятор утворення української гілки чину Селезіян; 1948 викладач у духовній семінарії в Гіршберґу, з 1949 — генеральний вікарій, Апостольський Візитатор у Німеччині, підхорунжий УГА.
- Гузій Анатолій Ількович (*1957) — академік Лісівничої академії наук України, завідувач кафедри експлуатації лісових ресурсів Житомирського національного агроекологічного університету, доктор сільськогосподарських наук, професор.
- Пантелеймон Саламаха (*1972) — український церковний діяч, священник-василіянин, протоігумен провінції Найсвятішого Спасителя Василіянського Чину святого Йосафата (2012—2016).